# Constituição do Estado de Sergipe
A Constituição do Estado de Sergipe é a lei fundamental maior da competência do processo legislativo do estado brasileiro de Sergipe.

## Preâmbulo
| “ | Nós, representantes do povo sergipano, reunidos em Assembléia Estadual Constituinte, afirmando o propósito de assegurar a autonomia do Estado de Sergipe nos termos federativos, ratificando os imutáveis princípios republicanos da democracia representativa, plena e avançada, crendo na primazia da dignidade humana e no ideal de liberdade, igualdade e fraternidade, invocamos a proteção de Deus, fonte de toda razão e justiça, e promulgamos a seguinte CONSTITUIÇÃO DO ESTADO DE SERGIPE. | ” |

## Corpo
O corpo da atual Constituição do Estado de Sergipe é formado em uma literatura de 281 artigos e consta  ainda com mais 66 artigos no Atos das disposições Transitórias.

## Elenco constituinte
A Constituição sergipana foi construída pelos deputados e deputadas que compuseram a Assembleia Estadual Constituinte, ei-los:
Guido Azevedo (Presidente), Reinaldo Moura Ferreira (Vice-Presidente), Carlos Alberto de Oliveira (1º Secretário), Antônio Arimatéa Rosa (2º Secretário), Dilson Cavalcante Batista (3º Secretário), Aroaldo Alves de Santana (4º Secretário), Nicodemos Correia Falcão (Relator), Laonte Gama da Silva (Sub-Relator), Abel Jacó dos Santos, Djalma Teixeira Lôbo, Djenal Tavares Queiroz, Eliziário Silveira Sobral, Francisco Modesto dos Passos, Francisco Teles de Mendonça, Hildebrando Dias Costa, Jerônimo de Oliveira Reis, Joaldo Vieira Barbosa, José Carlos Machado, Luciano Andrade Prado, Luiz Antônio Mitidieri, Marcelo da Silva Ribeiro, Marcelo Déda Chagas, Nivaldo Silva Carvalho e Rosendo Ribeiro Filho. Também teve Nelson Araújo, como participante.

## Primeira emenda
A primeira emenda ao texto constitucional foi promulgada pela mesa da Assembleia Legislativa de Sergipe em 1990, uma emenda de revisão, ou seja, não foi de modificação.

## Histórico das constituições de Sergipe
A primeira constituição de Sergipe foi promulgada em 8 de junho de 1891 e logo em seguida devido a renúncia do presidente da república Manuel Deodoro da Fonseca assumiu Floriano Peixoto e os governos estaduais que não eram favoráveis a Floriano caíram em substituição e tiveram que promulgar outras constituições. Foi o caso de Sergipe que promulgou uma nova constituição estadual no dia 18 de maio de 1892.
O estado também já teve outras constituições conforme as mudanças de Constituições Federais:
- Constituição do Estado de Sergipe de 1935
- Constituição do Estado de Sergipe de 1947
- Constituição do Estado de Sergipe de 1967